# La donna leopardo
La donna leopardo è un romanzo, l'ultimo, di Alberto Moravia, pubblicato postumo nel 1991.

## Trama
Il romanzo narra la storia di una coppia sposata. Il marito è giornalista e deve andare in Gabon per un  reportage. Propone alla moglie di seguirlo nel viaggio, accompagnati anche da Flavio Colli, il proprietario del giornale  e finanziatore del progetto. La moglie avvisa subito il marito che sente una vaga forma di attrazione verso Colli.  Il marito non si lascia turbare da questo fatto, e i tre, a cui si unisce la moglie di Colli, Ada, partono per l'Africa. Sarà un viaggio all'inevitabile scoperta dei propri limiti umani, psicologici e morali.
L'Africa viene mostrata da Moravia nella sua asprezza selvaggia, che nulla perdona all'uomo disattento. Inevitabile che l'attrazione della moglie verso Colli sfoci in una storia clandestina, vissuta morbosamente e come dominata da un "angoscia della colpa non commessa" di derivazione freudiana.
Il manoscritto è particolare per la quasi totale assenza di correzioni o cancellature. L'anziano Moravia era più che mai lucido. La mattina in cui è morto, il 26 settembre 1990, sulla sua scrivania c'era l'ultima stesura del libro, conservata con cura in una rigida cartellina blu. Vi aveva apposto la parola "fine" da qualche giorno. Aveva preso appuntamento per l'indomani con la dattilografa. Lo avrebbe dettato, come era solito fare e, magari, qua e là corretto nella forma.

## Edizioni
- Alberto Moravia, La donna leopardo, postfazione di Enzo Siciliano, Bompiani, Milano 1991
- Alberto Moravia; La donna leopardo, prefazione di Enzo Siciliano; bibliografia di Tonino Tornitore; cronologia di Eileen Romano, Bompiani, Milano 1998
- (FR)  Alberto Moravia, La Femme-léopard, roman traduit de l'italien par René De Ceccatty, Flammarion, Paris 1991
- (NL)  De luipaardvrouw, trad. Rosita Steenbeek, Wereldbibliotheek, Amsterdam c1991
- (CA)  Alberto Moravia, La dona lleopard, traducciò de l'italià de Santiago Alberti, Editorial Portic, Barcelona 1992
- (DA)  Alberto Moravia, Leopardkvinden: Roman, oversat fra italiensk af Ulla Kampmann, Holkenfeldt, Viborg 1993